# 깊은밤
《깊은밤》은  대한민국의 부산CBS, 대구CBS의 라디오 채널 부산CBS 음악FM과 대구CBS 음악FM에서 매일 새벽 2시부터 새벽 4시까지 방송했던 라디오 프로그램이다.

## 역사
2011년 2월 21일 부산CBS 음악FM 개국과 함께 《깊은밤 주님과 함께》로 방송을 시작해, 2019년 12월 2일부터 "깊은밤"으로 제목을 변경했다. 그리고 2022년 9월 26일부로 가을 개편에 따라 이 프로그램을 11년만에 폐지 되었다.

## DJ
- 김정훈 (평일)
- 한희진 (주말)

## 같이 보기
- 부산CBS
- 대구CBS